# Farner Motor Car Company
Farner Motor Car Company war ein US-amerikanischer Hersteller von Automobilen.

## Unternehmensgeschichte
O. M. Farner gründete 1922 das Unternehmen in Streator in Illinois. Er stellte Automobile her, die als Farner vermarktet wurden. Er erkannte schnell, dass die Leitung eines solchen Unternehmens nicht so einfach war wie das bloße Zusammenbauen von Fahrzeugen. 1923 reduzierte er den Preis für seine Fahrzeuge, möglicherweise aufgrund von Absatzproblemen. Ende 1923 kam die Produktion zum Erliegen. Insgesamt entstanden nur wenige Fahrzeuge.
Farner tauchte daraufhin unter und kehrte erst 1938 zurück.

## Fahrzeuge
Das einzige Modell hatte einen zugekauften Sechszylindermotor von der Falls Motor Corporation vom Typ X 9000. Er leistete 50 PS. Das Fahrgestell hatte 292 cm Radstand. Eine Quelle nennt als Aufbau nur einen offenen Tourenwagen mit fünf Sitzen. Eine andere Quelle gibt an, dass es vier verschiedene Aufbauten gab, sowohl offene als auch geschlossene. Der Neupreis betrug im ersten Jahr 1195 US-Dollar, danach 1095 Dollar.

## Modellübersicht
| Jahr | Modell  | Zylinder | Leistung (PS) | Radstand (cm) | Aufbau               |
| ---- | ------- | -------- | ------------- | ------------- | -------------------- |
| 1922 | Model A | 6        | 50            | 292           | Tourenwagen 5-sitzig |
| 1923 | Model A | 6        | 50            | 292           | Tourenwagen 5-sitzig |